# Anthony Aquino
Anthony Aquino (* 1. August 1982 in Mississauga, Ontario) ist ein ehemaliger italo-kanadischer Eishockeyspieler mit kroatischer Staatsbürgerschaft, der im Verlauf seiner aktiven Karriere zwischen 1999 und 2016 unter anderem 303 Spiele für Ritten Sport, den HC Pustertal, die SG Pontebba und den HC Valpellice in der italienischen Serie A1 auf der Position des rechten Flügelstürmers bestritten hat. Zudem absolvierte Aquino, dessen jüngerer Bruder Luciano ebenfalls professioneller Eishockeyspieler war, eine Spielzeit für die Adler Mannheim in der Deutschen Eishockey Liga (DEL).

## Karriere
Aquino begann seine Karriere im Team des Merrimack College im Ligabetrieb der National Collegiate Athletic Association (NCAA) sowie bei den Oshawa Generals in der kanadischen Juniorenliga Ontario Hockey League (OHL), bevor er beim NHL Entry Draft 2001 als 92. Spieler in der dritten Runde von den Dallas Stars aus der National Hockey League (NHL) ausgewählt wurde. Allerdings stand Aquino niemals im NHL-Kader der Stars und absolvierte nur einige Spiele bei den Chicago Wolves in der American Hockey League (AHL).
Im Sommer 2004 wechselte der Stürmer schließlich zu Ritten Sport in die italienische Serie A1. Nach einem einjährigen Abstecher zu den Adler Mannheim aus der Deutschen Eishockey Liga (DEL) in der Saison 2005/06 kehrte der Italo-Kanadier schließlich nach Italien zurück, wo er in der Spielzeit 2006/07 für den HC Pustertal auf dem Eis stand. Zur folgenden Spielzeit wechselte er zum Ligakonkurrenten SG Pontebba. Im Sommer 2009 wechselte Aquino zum HC Valpellice, wo sein Vertrag auch im darauffolgenden Sommer verlängert wurde. In Valpellice spielte er zusammen mit seinem Bruder Luciano in einer Mannschaft. Anfang Juli 2011 erhielt er einen Kontrakt bei den Brûleurs de Loups de Grenoble aus der französischen Ligue Magnus, mit denen er am Saisonende Vizemeister wurde. Im Sommer 2012 unterschrieb der Angreifer beim HC Innsbruck in der österreichischen Erste Bank Eishockey Liga (EBEL), wo er allerdings schon vor Saisonstart entlassen wurde und daraufhin zum HC Valpellice zurückkehrte. Mit dem Klub wurde er am Saisonende sowohl Vizemeister als auch Gewinner der Coppa Italia, die er bereits fünf Jahre zuvor mit Pontebba gewonnen hatte.
Trotz der Erfolge verließ Aquino den italienischen Klub abermals und verbrachte einen Teil der Spielzeit 2014/15 beim polnischen Erstligisten KH Sanok, wechselte jedoch noch im Saisonverlauf in die dänische Metal Ligaen zu den Odense Bulldogs. dort war er bis zum Sommer 2015 aktiv, ehe er innerhalb der Liga zu Rungsted Ishockey wechselte. Dort beendete der 33-Jährige im Januar 2016 seine aktive Karriere.

### International
Aquino stand im Kader der italienischen Nationalmannschaft bei den Qualifikationsspielen für die Olympischen Winterspiele 2010 im kanadischen Vancouver. In drei Spielen war er mit einem Tor erfolgreich, doch Italien schaffte die Qualifikation für das Turnier nicht. Insgesamt kam er zu zwölf Länderspieleinsätzen.

## Erfolge und Auszeichnungen
| - 2000 Hockey East All-Rookie Team - 2001 Hockey East Second All-Star Team - 2003 Hockey East Second All-Star Team - 2008 Coppa-Italia-Gewinn mit der SG Pontebba | - 2012 Französischer Vizemeister mit den Brûleurs de Loups de Grenoble - 2013 Italienischer Vizemeister mit dem HC Valpellice - 2013 Coppa-Italia-Gewinn mit dem HC Valpellice |

## Karrierestatistik

### International
Vertrat Italien bei:
- Qualifikationsturnier für die Olympischen Winterspiele 2010

(Legende zur Spielerstatistik: Sp oder GP = absolvierte Spiele; T oder G = erzielte Tore; V oder A = erzielte Assists; Pkt oder Pts = erzielte Scorerpunkte; SM oder PIM = erhaltene Strafminuten; +/− = Plus/Minus-Bilanz; PP = erzielte Überzahltore; SH = erzielte Unterzahltore; GW = erzielte Siegtore; 1 Play-downs/Relegation; Kursiv: Statistik nicht vollständig)